# امنیت مرورگر
امنیت مرورگر
امنیت مرورگر نرم‌افزار امنیت اینترنت برای مرورگرهای وب به منظور محافظت از اطلاعات شبکه و سیستم‌های کامپیوتری از نقض حریم خصوصی یا نرم‌افزارهای مخرب است.همچنین سو استفاده‌های امنیتی که اغلب با استفاده از جاوااسکریپت - و گاهی با استفاده از cross-site scripting (XSS) صورت می‌گیرد از موارد نقاط ضعف (حفره‌های امنیتی) که در همه مرورگرها (از جمله فایرفاکس موزیلا, گوگل کروم, Opera, اینترنت اکسپلورر, and Safari) وجود دارند بهره می برند .

## امنیت
مرورگرها از طریق یک یا چند مورد از موارد زیر مورد نفوذ قرار می‌گیرند . 
- سیستم عامل مورد نفوذ قرار گرفته و نرم‌افزارهای مخرب در حال خواندن / تغییر دادن فضای حافظه مرورگر در مد سیستمی می‌باشد .[۷]
- در داخل سیستم عامل یک نرم‌افزار مخرب در پشت زمینه سیستم در حال اجرا شدن است که به خواندن / تغییر دادن فضای حافظه مرورگر در مد سیستمی مبادرت می ورزد .
- فایل اصلی اجرایی مرورگر قابل هک می‌باشد .
- اجزای مرورگر احتمالاً هک شده‌اند .
- افزونه‌های مرورگر قابل هک می‌باشند .
- تبادلات شبکه‌ای مرورگر خارج از شبکه میزبان مورد شنود واقع شده‌است.[۸]

ممکن است مرورگر از هیچ‌کدام از موارد بالا اطلاع نداشته در نتیجه یک ارتباط ایمن را به کاربر نشان دهد .

### افزونه‌ها و الحاقات
اگرچه افزونه‌ها و الحاقات در اصل جزو مرورگر نمی‌باشند اما دامنه حملات را افزایش می دهند مثل Player, ادوبی فلش , ادوبی آکروبات, جاوا اپلت,  و اکتیوایکس که معمولاً مورد سوء استفاده قرار می‌گیرند.
تروجان نیز ممکن است به عنوان یک برنامه افزودنی مرورگر اجرا شود , یک شئ یاری دهنده مرورگر در مورد اینترنت اکسپلورر می‌تواند افزونه‌های غیر امن را بلوکه کند یا کاربر را از وجود انان آگاه کند .

## حریم خصوصی

### فلش
در آگوست 2009 تحقیقی به وسیله Social Science Research Network نشان داد که 50% وبسایت‌هایی که از فلش بهره برده اند درگیر کوکی‌های فلش نیز شده اند در عین حال سیاست حفظ حریم خصوصی به ندرت آن‌ها را فاش کرده‌است و کنترل‌های کاربر برای تنظیمات حریم خصوصی فاقد توانایی تغییر آن بودند اکثر توابع پاک کردن تاریخچه و کش ر.ی نوشتن محلی فلش پلیر بر روی شئ‌های اشتراکی تأثیر نمی‌گذارد,آگاهی جامعه کاربران از کوکی‌های فلش پایین‌تر از کوکی‌های http است. به این ترتیب، کاربران با حذف کوکی HTTP و پاکسازی فایل‌های تاریخچه مرورگر ممکن است بر این باور باشند که آن‌ها تمام اطلاعات ردیابی را از کامپیوتر خود پاکسازی کرده اند اما در واقع تاریخچه مرورگر فلش باقی‌مانده‌است.افزونه BetterPrivacy برای فایرفاکس می‌تواند این فایل‌ها را پاکسازی کند.

## همچنین می‌توانید ببینید
- ایمنی اینترنتی
- Filter bubble
- Identity driven networking
- سیاست امنیت شبکه